# Osvobození Záhřebu

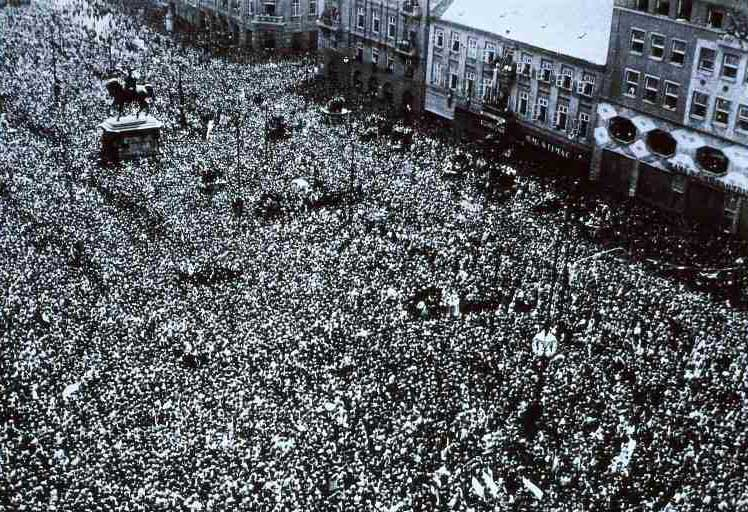
Shromáždění na Náměstí bána Jelačiće několik dnů po osvobození.

K osvobození Záhřebu došlo dne 8. května 1945 v dopoledních hodinách. Chorvatskou metropoli osvobodily jednotky jugoslávských partyzánů.
Záhřeb byl hlavním městem Nezávislého státu Chorvatsko, a proto měl pro partyzány klíčový význam. Díky hroutící se pozici fašistů v závěrečné části války a značné pomoci Sovětského svazu a západních spojenců ovládli partyzáni takřka celé území nezávislého státu Chorvatsko, a jeho vůdce Ante Paveliće posměšně nazývali jen jako "starostu Záhřebu"[zdroj?]. Poté, co se podařilo partyzánům prolomit Sremskou frontu na jaře 1945 postupovalo jugoslávské vojsko na západ.
Na území Záhřebu vstoupily jako první jednotky 45. a 28. divize 2. armády. O několik hodin později se k nim přidala i 39. divize 2. armády. Po zbytek dne, během noci a ještě ráno dne 9. května tato vojska bojovala proti zbytkům ustašovců v ulicích Záhřebu. Veškerý odpor se podařilo zlomit během noci. Někteří z fašistických bojovníků město opustili a prchali před partyzánskou armádou do Slovinska.[zdroj?] V průběhu téhož dne poté do Záhřebu dorazila ještě 21. divize 1. armády, a poté 6. a 1. divize 1. armády.
Po osvobození Záhřebu pokračovala jugoslávská armáda dále na sever a západ, do Záhoří a do Slovinska ve snaze eliminovat zbytky nepřátelských jednotek.

## Dopad
V jugoslávské historiografii bylo osvobození Záhřebu považováno za symbol porážky fašismu a vítězství partyzánů nad Ustašovci. Po rozpadu Jugoslávie a zhroucení komunistického monopolu moci v zemi byl tento pohled mnohými[zdroj?] nicméně přehodnocen, a dodnes je chorvatská společnost v této otázce nejednotná.